# Rhytachne
Rhytachne là một chi thực vật có hoa trong họ Hòa thảo (Poaceae).

## Loài
Chi Rhytachne gồm các loài: